# Буданов, Фёдор Иванович (генерал-майор)
Фёдор Иванович Буданов (8 февраля 1897 года — пропал без вести в июне 1941 года) — советский военный деятель, генерал-майор (4 июня 1940 года).
Пропал без вести вместе с генералами управления 5-го стрелкового корпуса А. В. Гарновым и  Г. П. Козловым.

## Биография
Родился 8 февраля 1897 года в поселке Юговского завода Пермского уезда Пермской губернии (ныне Пермская область, Россия) в семье рабочего.
В 1916  году был призван в ряды Русской императорской армии. Участвовал в Первой мировой войне.
В РККА с августа 1918 года.  Участвовал в Гражданской войне в России, Советско-польской войне.
Окончил академические курсы военных комиссаров в 1919 году. Учился на окружных повторных курсах среднего комсостава РККА в 1924 году. Окончил Военную академию РККА им. М.В. Фрунзе в 1933 году. Служил в Киевском военном округе, с 13 марта 1937 года по 17 февраля 1939 года был начальником штаба 44-й стрелковой дивизии. Присвоено звание майора.
Участвовал в Гражданской войне в Испании в 1938 году, в качестве военного советника при 26-й дивизии Северного фронта с 12 января по 26 ноября 1938 года.
С 17 февраля 1939 года служил в должности помощника командира 15-го стрелкового корпуса. 17 февраля 1939 года присвоено воинское звание комбриг. 4 июня 1940 года Постановлением СНК СССР № 945 присвоено звание генерал-майора. С ноября 1940 года по 1941 год был начальником Бердичевского военного пехотного училища. С 1941 года служил в Западном военном округе в должности заместителя командира 5-го стрелкового корпуса.
Участник Великой Отечественной войны с 22 июня 1941 года. Воевал на Западном фронте, будучи заместителем командира 5-го стрелкового корпуса в составе 10-й армии.
Пропал без вести к 30 июня 1941 года во время боёв в Белоруссии у города Волковыск Гродненской области.

## Воинские звания
- комбриг (17.02.1939)
- генерал-майор (4.06.1940)

## Награды
- Орден Красного Знамени (22.02.1939);
- Юбилейная медаль «XX лет Рабоче-Крестьянской Красной Армии» (1938).